# Голубоглазка калифорнийская
Голубогла́зка калифорни́йская (лат. Sisyrinchium californicum) — вид цветковых растений рода Голубоглазка (лат. Sisyrinchium) семейства Ирисовые, или Касатиковые (лат. Iridaceae).

## Ботаническое описание
Многолетнее травянистое корневищное растение, образующее бледно-зелёные, лишённые воскового налёта стебли высотой около 60 см. С течением времени зелёная часть растения, высыхая, приобретает тёмно-коричневый или чёрный цвет. Плоские, узкие листья напоминают траву.
Околоцветник простой. Листочков околоцветника 6, 1—2 см длиной, ярко-жёлтого цвета, часто с коричневыми жилками.
Плод — тёмная коробочка.

## Ареал и местообитание
Родом с западного побережья Северной Америки, где встречается от Британской Колумбии до Калифорнии. Растёт во влажных местах, нередко в прибрежной зоне.

## Синонимика
- Bermudiana californica (Dryand.) Kuntze
- Echthronema californica (Ker Gawl.) Herb.
- Hydastylus borealis E.P.Bicknell
- Hydastylus brachypus E.P.Bicknell
- Hydastylus californicus (Ker Gawl.) Salisb.
- Marica acorifolia Ker Gawl.
- Marica californica Ker Gawl.
- Olsynium luteum Raf.
- Sisyrinchium boreale (E.P.Bicknell) J.K.Henry
- Sisyrinchium boreale (E.P. Bicknell) A. Nelson & J.F. Macbr.
- Sisyrinchium brachypus (E.P.Bicknell) J.K.Henry
- Sisyrinchium brachypus E.P. Bicknell
- Sisyrinchium convolutum Klatt
- Sisyrinchium flavidum Kellogg
- Sisyrinchium flavum Hoffmanns. ex Steud.
- Sisyrinchium lineatum Torr.[1]